# Tadeusz Dorawski
Tadeusz Dorawski (ur. 14 lutego 1909 w Krakowie, zm. 13 stycznia 2002) – polski działacz turystyczny, z zawodu prawnik.

## Życiorys
Był członkiem Polskiego Towarzystwa Tatrzańskiego, a od 1951 Polskiego Towarzystwa Turystyczno-Krajoznawczego. Udzielał się w Oddziale i Okręgu Krakowskim PTTK, m.in. jako wiceprezes zarządu okręgowego oraz członek Okręgowej Komisji Rewizyjnej. Brał też udział w pracach władz centralnych PTTK, był wieloletnim (1965–1981) prezesem Głównego Sądu Koleżeńskiego, a także ze względu na doświadczenie zawodowe autorem bądź współautorem aktów prawnych regulujących działalność Towarzystwa.
Był propagatorem turystyki górskiej i narciarskiej. Wyróżniony został m.in. złotą odznaką Zasłużony Działacz Turystyki oraz złotą odznaką honorową PTTK. Zjazd Krajowy Towarzystwa nadał mu 5 czerwca 1981 godność członka honorowego.
Zmarł 13 stycznia 2002, pochowany został na cmentarzu Rakowickim w Krakowie (kwatera XXXIV-zach.6).

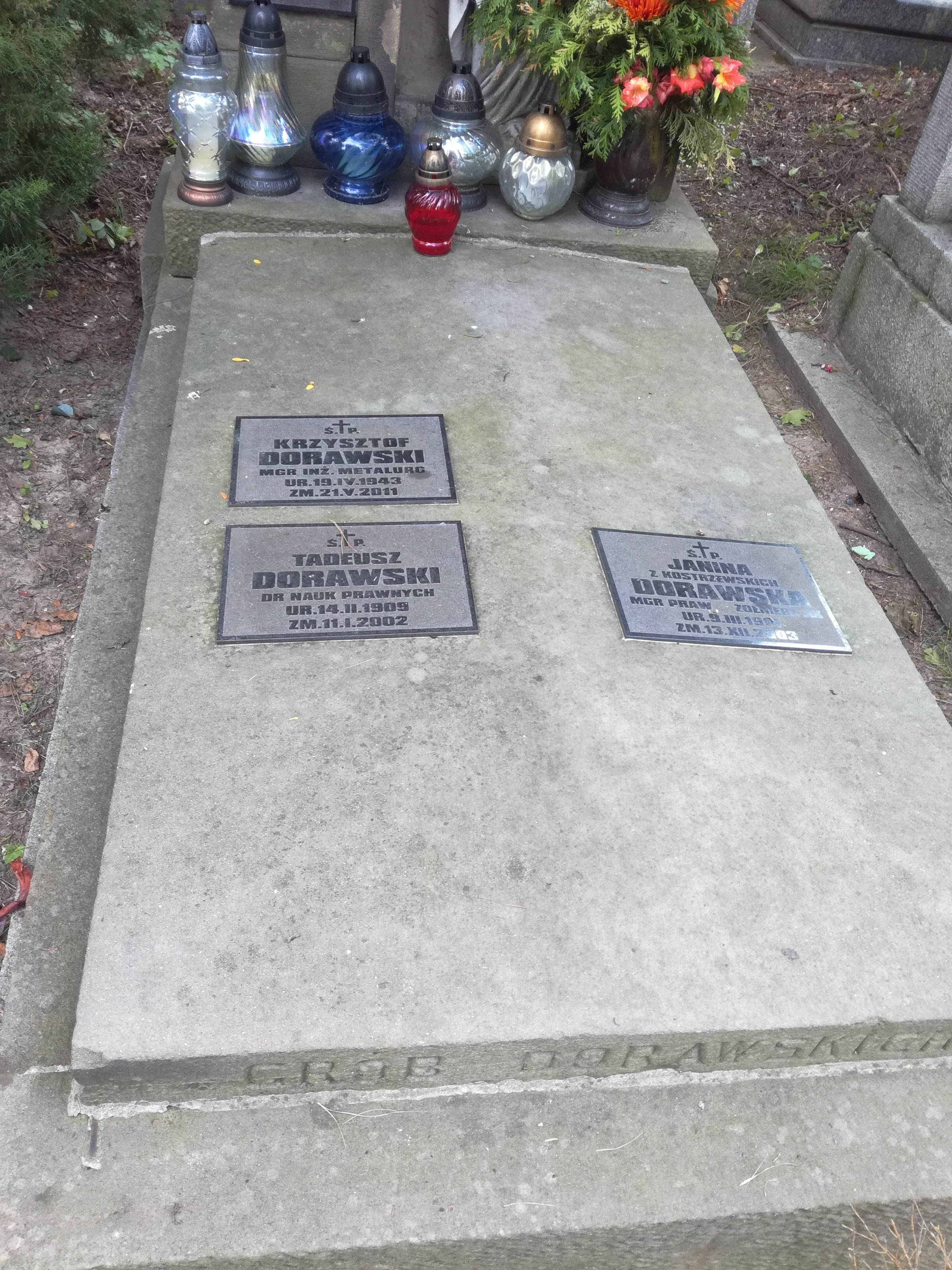
Grób Tadeusza Dorawskiego na cmentarzu Rakowickim w Krakowie